# 拓跋立伽
拓跋立伽（?—?），初唐时党项首领。
他在唐高宗儀鳳年間，拓跋立伽歸附唐朝，封大将军，十八州部落使。遷居到今陝西無定河南。 
- 祖先拓跋木弥
- 兒子拓跋罗胄，右监门卫将军，押十八州部落使，充防河军大使
- 孫子拓跋后那，静边州都督，押淳、恤等十八州部落使，兼防河军大使，赠银州刺史
- 曾孫拓跋思泰，左金吾卫大将军，兼静边州都督防御使，西平郡开国公，赠特进、左羽林军大将军
- 玄孫拓跋守寂，右监门都督，西平公，容州刺史，领天柱军使
- 六世孫拓跋澄澜、拓跋澄峴，七世孫拓跋乾晖